# ジーン・バンクス
ジーン・バンクス（Eugene Lavon "Gene" Banks、1959年3月15日 - ）は、アメリカ合衆国ペンシルベニア州フィラデルフィア出身のバスケットボール指導者で元NBA選手。身長201cm、体重98kg。

## 選手時代
1981年のNBAドラフト2巡目、28位でサンアントニオ・スパーズに指名を受け入団しプロのキャリアを開始し、4シーズンに渡ってプレーした後、シカゴ・ブルズで2シーズンプレーし、1988年からイスラエルなどの海外リーグで4シーズンプレーした後、選手を引退した。

## コーチ時代
2009年から3シーズンワシントン・ウィザーズのアシスタントコーチを務めた。